# Cabinet von Hertling
Pour les articles homonymes, voir von Hertling.
 (juin 2023).
Si vous disposez d'ouvrages ou d'articles de référence ou si vous connaissez des sites web de qualité traitant du thème abordé ici, merci de compléter l'article en donnant les références utiles à sa vérifiabilité et en les liant à la section « Notes et références ».
 Cabinet von Baden

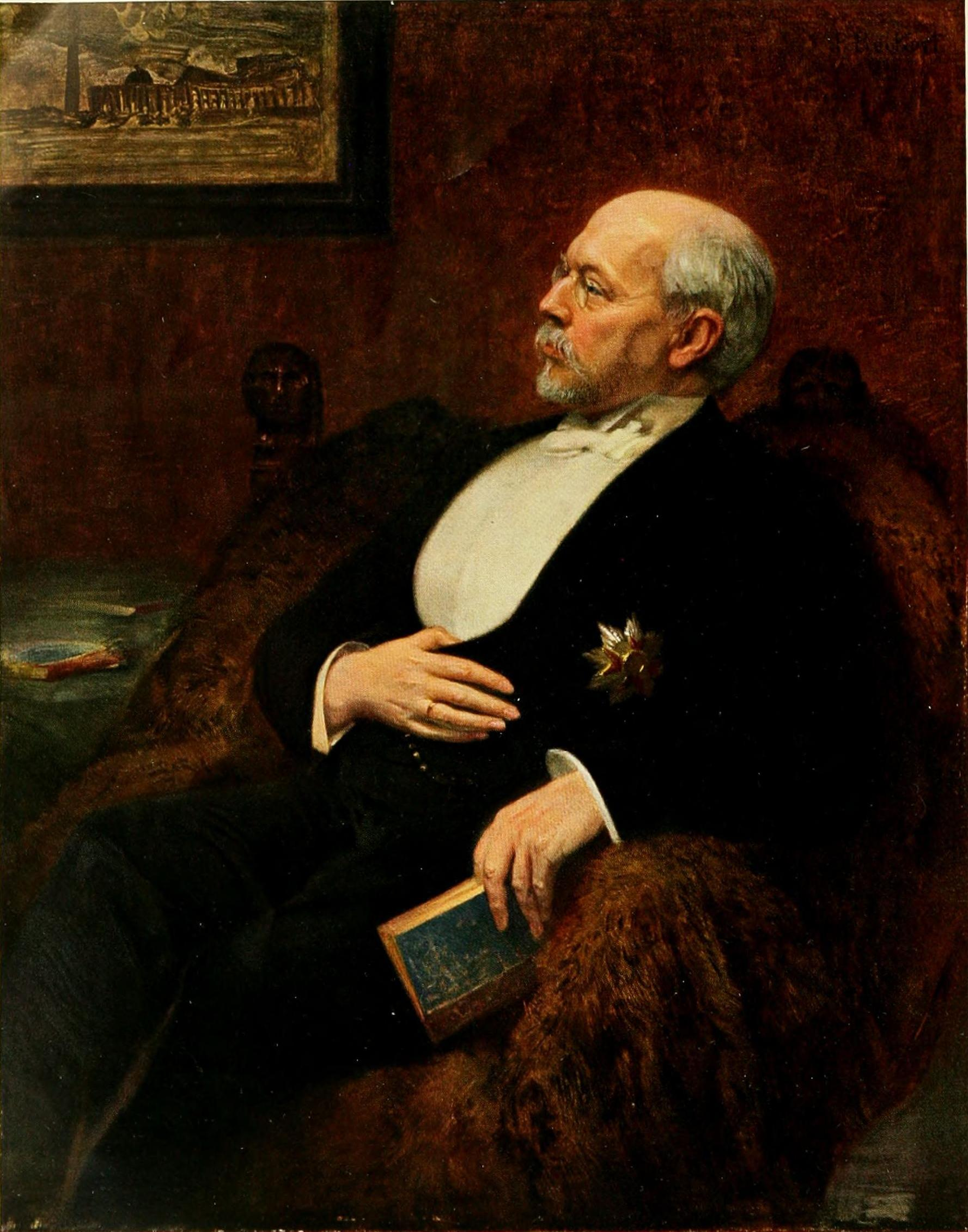
portrait de Georg von Hertling de 1908

Le cabinet von Hertling, du nom du chancelier allemand Georg von Hertling, est en fonction du 1er novembre 1917 au 30 septembre 1918.
Le baron Georg von Hertling (1843–1919) appartenait à l'aile catholique conservatrice du Zentrum, opposée à une parlementarisation de l'Empire allemand et toute disposée à laisser la réalité du gouvernement à l'OHL, dans la mesure où cela évitait de faire éclater les déchirements idéologiques, car le Zentrum était divisé : Matthias Erzberger souhaitait un retour du gouvernement civil, cependant qu'une majorité de députés était sensible à une amorce de démocratisation, demandée par les catholiques.
Le cabinet Hertling avait été porté au pouvoir par une coalition du Zentrum et d'une fraction des libéraux opposés aux conservateurs. Il eut à faire face aux pénuries dont souffrait la population civile, malgré l'exploitation des territoires occupés et l'affectation de prisonniers de guerre dans les fermes d'Allemagne. L'OHL jugea opportun de le dissoudre face aux exigences américaines en vue d'une paix,.

## Composition du cabinet
- Georg von Hertling (Zentrum) - Chancelier impérial
- Karl Helfferich (sans parti - conservateur) - Vice-chancelier jusqu'au 9 novembre 1917
- Friedrich von Payer (FVP) - Vice-chancelier
- Richard von Kühlmann  (sans parti) - Ministre des Affaires étrangères jusqu'au 9 juillet 1918
- Paul von Hintze (sans parti) - Ministre des Affaires étrangères
- Max Wallraf (sans parti - conservateur) - Ministre de l'Intérieur
- Paul von Krause (de) (sans parti - national-libéral) - Ministre de la Justice
- Amiral Edouard von Capelle (sans parti) - Ministre de la Marine
- Rudolf Schwander (sans parti) - Ministre de l'Économie jusqu'au 20 novembre 1917
- baron Hans Karl von Stein zu Nord- und Ostheim - Ministre de l'Économie
- Wilhelm von Waldow (sans parti - conservateur) - Ministre de l'Alimentation
- Otto Rüdlin (sans parti) - Ministre des Postes
- comte Siegfried von Roedern (sans parti) - Ministre du Trésor
- Wilhelm Solf (sans parti - libéral) - Ministre des Colonies